# Герб Багамских Островов
Герб государства Багамские Острова содержит щит с национальными символами, в качестве основных координат.

## Описание и объяснение
Щит поддерживается марлином и фламинго. На вершине щита — раковина, которая символизирует различную морскую жизнь островной цепи. Ниже располагается сам щит, главным символом которого, является корабль, который, как считается, представляет собой Санта-Мария Христофора Колумба — символ молодой нации. Животные, поддерживающие щит, являются национальными животными, а национальный девиз находится внизу. Фламинго расположен на суше, а марлин на море, что указывает на географию островов.
Яркие цвета герба также предназначены, чтобы указать на яркое будущее для островов. Считается, что острова так будут привлекательны для туристов.
Герб был утвержден королевой, Елизаветой II, 7 декабря 1971 года. Он был разработан багамским художником и священнослужителем, доктором Хервисом Л. Бэйном-младшим, который также является членом Ордена Британской империи.

## Щиты
Помимо национального герба, имеется в общей сложности, восемнадцать региональных островных щитов (включая два неофициальных). Они были представлены после провозглашения независимости, в 1973 году, для демонстрации на праздновании Дня независимости, чтобы отразить индивидуальное культурное наследие каждого острова

Герб Багамских островов до 1959 г.